# وانگ ژویو
وانگ ژویو (انگلیسی: Wang Zhouyu؛ زادهٔ ۱۳ مهٔ ۱۹۹۴) وزنه‌بردار زن اهل چین است.
وی در مسابقات کشوری و بین‌المللی در مجموع برندهٔ ۷ مدال طلا شده‌است.